# Erinnerungsmedaille für die spanischen Freiwilligen im Kampf gegen den Bolschewismus

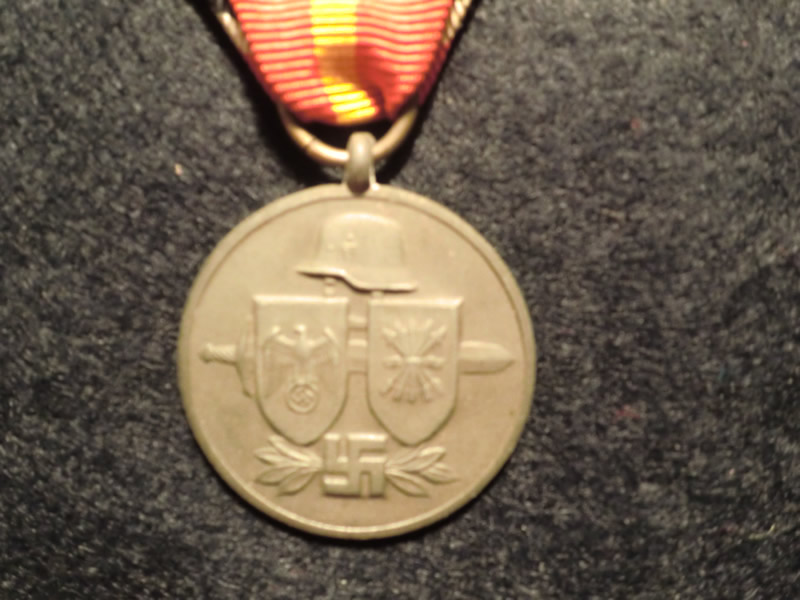
Vorderseite der Medaille

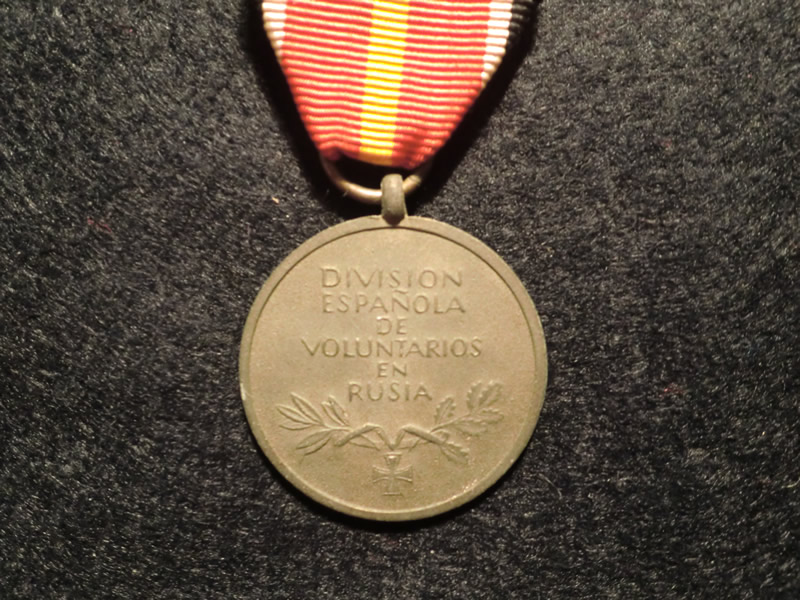
Rückseite

Die Erinnerungsmedaille für die spanischen Freiwilligen im Kampf gegen den Bolschewismus, auch Medaille der Blauen Division genannt (in Spanien unter dem Namen Medalla de los Voluntarios Españoles oder Medalla de la División Azul bekannt), war eine von der Wehrmacht an die spanischen Freiwilligen der 250. Infanterie-Division, bekannt als „Blaue Division“, verliehene Medaille.

## Geschichte
Die Medaille wurde am 3. Januar 1944 gestiftet und an sämtliche Männer vergeben, die für die 250. Infanteriedivision gekämpft hatten. Dies waren insgesamt ca. 47.000 Mann. Die Medaille wurde von Deschler & Sohn in München hergestellt und vom Hersteller im Ring mit einer „1“ gekennzeichnet. Das Band ähnelt dem Band des Eisernen Kreuzes, wobei das Band um einen mittleren gelben Streifen ergänzt wurde, sodass die spanischen Nationalfarben abgebildet sind. Das Avers zeigt einen deutschen Stahlhelm über zwei Schilden mit dem Wehrmachtsadler und dem Falange-Symbol, wobei die beiden Schilde vor einem Schwert dargestellt sind, darunter ein von Lorbeerblättern flankiertes Hakenkreuz. Das Revers zeigt die Inschrift „Spanische Freiwilligendivision in Russland“ auf Spanisch (División Española de Voluntarios en Rusia) und darunter ein Eisernes Kreuz unter einem Lorbeer- und einem Eichelzweig.
Von der spanischen Regierung bekamen alle Freiwilligen auch die am 9. November 1943 gestiftete Medaille des Russlandfeldzuges (spanisch Medalla de la Campaña de Rusia).

## Berühmte Träger
Generalleutnant (der Wehrmacht) Emilio Esteban-Infantes, Kommandeur der Blauen Division